# Рок Дракшич
Рок Дракшич (Гриже, 2. јануар 1987) је словеначки џудиста.
На Летњим олимпијским играма 2008. године, Дракшич се такмичио у екстралакој категорији (-60 кг), изгубивши од Масуда Хаџи Ахонзадеха у свом првом мечу.
На Летњим олимпијским играма 2012. године, Дракшич се такмичио у полулакој категорији (-66 кг). Победио је Рикарда Валдераму ко-учи-гаријем, али је потом изгубио од коначног освајача сребрне медаље Миклоша Унгварија.
Након такмичарске каријере, Дракшич је постао главни тренер финске репрезентације где је постигао одличне резултате и освојио прве медаље Финске на Светској турнеји у последњих осам година.

## Достигнућа
| Година | Турнир                     | Место | Тежинска класа        |
| ------ | -------------------------- | ----- | --------------------- |
| 2013.  | Европско првенство у џудоу | 1.    | –73 кг                |
| 2012.  | Европско првенство у џудоу | 3.    | –66 кг                |
| 2011.  | Светско првенство у џудоу  | 5.    | –66 кг                |
| 2010.  | Европско првенство у џудоу | 3.    | –66 кг                |
| 2009.  | Медитеранске игре          | 3.    | –66 кг                |
| 2007.  | Светско првенство у џудоу  | 5.    | Веома лагана (–60 кг) |
| 2007.  | Европско првенство у џудоу | 7.    | Веома лагана (–60 кг) |
| 2005.  | Медитеранске игре          | 2.    | Веома лагана (–60 кг) |